# Rohr (Argovie)
Pour les articles homonymes, voir Rohr.
Rohr est une localité d'Aarau et une ancienne commune suisse du canton d'Argovie. Depuis le 1er janvier 2010, la commune de Rohr est rattachée à la commune d'Aarau. Son ancien numéro OFS est le 4011.